# Holman Dome
Der Holman Dome ist ein kuppelförmiger Nunatak auf David Island vor der Küste des ostantarktischen Königin-Marie-Lands. Er ragt 3 km südwestlich des Watson Bluff an der Ostseite der Insel auf.
Teilnehmer der Australasiatischen Antarktisexpedition (1911–1914) unter der Leitung des australischen Polarforschers Douglas Mawson entdeckten ihn. Mawson benannte ihn nach William Arthur Holman (1871–1934), damaliger Premierminister von New South Wales.